# فارمینگتون (آرکانزاس)
فارمینگتون (آرکانزاس) (به انگلیسی: Farmington, Arkansas) یک شهر در ایالات متحده آمریکا با جمعیت ۵٬۹۷۴ نفر است که در آرکانزاس واقع شده‌است.

## موقعیت جغرافیایی
موقعیت جغرافیایی شهرها و مناطق اطراف به شرح زیر است: